# Karlheinz Smieszek
Karlheinz Smieszek (* 5. August 1948 in Kitzingen) ist ein ehemaliger deutscher Sportschütze.
Smieszek stammt aus Salzgitter und ist von Beruf Versicherungskaufmann. Er war Mitglied der Braunschweiger Schützengesellschaft und nahm 1974 das erste Mal an einer Weltmeisterschaft teil.
Zur Vorbereitung auf die Olympischen Spiele in Montreal 1976 trainierte er auch in einem Gewächshaus um sich an die hohen Temperaturen am St.-Lorenz-Strom zu gewöhnen.
Beim Wettkampf mit dem Kleinkalibergewehr 50 m liegend in Montreal, haderte er erst mit den schwierigen Windverhältnissen auf dem Schießstand L’Acadie, doch nach den Probeschüssen kam er mit der Situation immer besser zurecht, so dass er mit 599 Ringen vor seinem Mannschaftskameraden Ulrich Lind Olympiasieger wurde und dabei auch noch den Weltrekord einstellte. Für diese Leistung wurde er durch Verleihung des Silbernen Lorbeerblattes geehrt,
Smieszek stand auch 1980 in der bundesdeutschen Olympiamannschaft, konnte aber aufgrund des Boykotts der Spiele in Moskau nicht teilnehmen.
Seit dem 1. September 2018 ist er Präsident der German Olympians: Gemeinschaft deutscher Olympiateilnehmer e. V.
Darüber hinaus ist Smieszek seit dem 17. Juni 2021 Präsident der Braunschweiger Schützengesellschaft 1545.

## Belege
1. ↑  Stadt Landshut, Sportchronik 1974-76: ... 1976  Empfang der deutschen Olympiamannschaft im Oktober beim Bundeskanzler Helmut Schmidt in Bonn und Auszeichnung mit dem Silbernen Lorbeerblatt.

| Personendaten    | Personendaten          |
| ---------------- | ---------------------- |
| NAME             | Smieszek, Karlheinz    |
| KURZBESCHREIBUNG | deutscher Sportschütze |
| GEBURTSDATUM     | 5. August 1948         |
| GEBURTSORT       | Kitzingen              |